# Плоть и кровь (фильм, 1985)
«Плоть и кровь» (англ. Flesh & Blood, стилизованно как Flesh+Blood) — историко-приключенческий кинофильм 1985 года, который был снят в испанском замке Бельмонте.

## Сюжет
Действие происходит в Италии в 1501 году. 
Барон Арнольфини, изгнанный из своего замка в результате заговора, хочет вернуть власть и берет город в осаду с помощью наёмников под командованием капитана Джона Хоквуда (Джек Томпсон). Чтобы подстегнуть их боевой дух, Арнольфини разрешает им в случае победы в течение суток грабить город. Однако после захвата города он меняет решение; переманив на свою сторону командира наёмников, он разоружает и выгоняет остальных без обещанной платы и добычи. Наёмники под предводительством ландскнехта Мартина (Рутгер Хауэр) клянутся отомстить бесчестному Арнольфини. В этом решении их укрепляет чудесное обретение статуи Св. Мартина Турского, имя которого носит ландскнехт: сопровождающий наёмников священник истолковывает это как знак особого покровительства святого.
Сын Арнольфини Стефан (Том Бёрлинсон) помолвлен с Агнес (Дженнифер Джейсон Ли). Во время первой встречи Агнес рассказывает Стефану поверье о приворотной силе мандрагоры и предлагает съесть волшебный корень вместе. Вскоре после этого на кавалькаду Агнес и сопровождающего её Арнольфини нападают наёмники. Во время боя люди Арнольфини гибнут, а сам он получает серьезную рану. По роковому стечению обстоятельств сама Агнес, спрятавшаяся во время нападения среди сундуков с приданым, попадает в руки Мартина и его банды. Вечером Мартин обнаруживает Агнес и отдаёт ее своим людям, но затем передумывает и решает изнасиловать ее первым. Во время изнасилования Агнес пытается сделать вид, что ей нравится Мартин, чтобы получить его защиту и избежать группового насилия. Отчасти это ей удается: Мартин решает оставить её только для себя и не делиться трофеем со своими людьми.
С помощью Агнес бывшие наёмники захватывают встретившийся им замок; банда предается плотским удовольствиям и наслаждается своим успехом, когда под стенами замка появляется Стефан Арнольфини, движимый целью отбить свою невесту.
Мартин, охваченный страстью к Агнес, руководит обороной замка. Стефан, поклонник идей Леонардо да Винчи, штурмует замок, используя при этом новаторские военные приспособления. Используя созданное Стефаном приспособление, Мартин уничтожает осадную башню. Солдат убивают, а Стефана захватывают в плен. Из всего отряда в живых остаются умирающий от чумы командир и врач. Вспомнив, что Стефан говорил о лечении чумы арабами, офицер вылечивается. При помощи катапульты он и доктор забрасывают в замок убитую им собаку, заражённую чумой. В это же время наёмники Мартина издеваются над Стефаном, а сам Мартин пытается заставить Агнес выстрелить в возлюбленного из пистолета.
Стефан предупреждает наёмников об опасности заражения чумой. Наёмники сжигают все вещи и собачье мясо. Стефана они не освобождают. Тогда он незаметно для банды бросает в колодец останки собаки. Агнес это видит, но молчит. За завтраком она не дает выпить заражённой воды Мартину. Наёмники заболевают и обвиняют во всем Мартина.
В конце концов солдаты Арнольфини овладевают замком. Оборону бандитов подрывают чума и внутренние склоки. Стефан воссоединяется со своей невестой. Агнес же, бросив последний взгляд на пылающий замок, замечает чудом уцелевшего Мартина, покидающего поле битвы с мешком захваченного добра.

## В прокате
В фильме немало кровавых и натуралистических сцен, в том числе и сексуального характера, поэтому в США он получил самый жёсткий рейтинг Х. В Великобритании же фильм попал в разряд «от 18-ти лет».

## В ролях
| Актёр                   | Роль                 |
| ----------------------- | -------------------- |
| Дженнифер Джейсон Ли    | Агнес                |
| Рутгер Хауэр            | Мартин               |
| Том Бёрлинсон           | принц Стефан         |
| Рональд Лейси           | кардинал             |
| Джек Томпсон            | Хоквуд (Джон Хоквуд) |
| Брайон Джеймс           | Карстанс             |
| Бруно Кирби             | Орбек                |
| Сьюзан Тайррелл         | Селин                |
| Нэнси Кэмпбелл Картрайт | Кэтлин               |
| Фернандо Хилбек         | Арнольфини           |

## Участие Рутгера Хауэра

Агнес и Мартин. Кадр из фильма

Фильм стал последним плодом сотрудничества Пола Верховена и Рутгера Хауэра. Их творческий союз длился более 15 лет, начиная с совместной работы над телефильмом «Флорис» в 1969 году. Режиссёр называл Рутгера воплощением «светлой стороны бытия» (другой любимый актер Верховена, Йерун Краббе, был воплощением «тёмной стороны»). Во время работы над «Плотью и кровью» возник конфликт между Верховеном и продюсерами картины относительно сюжета фильма, в котором Хауэр поддержал последних.